# زمرد کبود (فیلم)
زمرد کبود (به انگلیسی: Aquamarine) یا آکوامارین فیلمی محصول سال ۲۰۰۶ و به کارگردانی الیزابت آلن روزینبام است. در این فیلم بازیگرانی همچون اما رابرتس، جوجو، سارا پکستون، جک مک‌دورمن، آریل کبل، کلاودیا کاروان، بروس اسپنس، تمین سورسوک، جولیا بلیک، دیچن لاچمن، لینکلن لویس ایفای نقش کرده‌اند.

## خلاصه
دو دختر نوجوان یک پری دریایی را پیدا میکنند و او به آن دو قول میدهد یک ارزویشان را براورده سازد به شرطی که به او کمک کند تا ...